# Eutrichillum
Eutrichillum là một chi bọ cánh cứng thuộc họ Scarabaeidae.